# Juan Diego Redondo Puertas
Juan Diego Redondo Puertas (Pampaneira, 15 de octubre de 1959 - Hospitalet de Llobregat, 18 de diciembre de 2011), también conocido como Dieguito el Malo, fue un reconocido delincuente español. Participó en la numerosa fuga de 45 presos de la Cárcel Modelo de Barcelona y, a lo largo de su vida, pasó más años encarcelado que en libertad. Este episodio de la fuga aparece en la película Modelo 77, dirigida por Alberto Rodríguez Librero.
Durante su trayectoria criminal publicó 3 libros, lo que le valió para ser entrevistado por varios medios como La Vanguardia y el programa Las cerezas emitido por Televisión Española (TVE).
Se cree que murió de sida, en el Hospitalet de Llobregat. En su cuerpo se apreciaban marcas de impactos de bala, así como también innumerables cortes en los brazos.

## Juventud
Originario de Pampaneira, en Granada, de pequeño se trasladó a Barcelona con su madre y sus siete hermanos. A los 15 años formó un grupo que atracaba joyerías y bancos a mano armada. En 1975, con 16 años recién cumplidos, entró por primera vez en la Cárcel Modelo de Barcelona.

## La fuga de la Modelo
En 1978 participó en una fuga de 45 presos de la cárcel Modelo de Barcelona a través de las cloacas. Como el jefe de la Coordinadora de Presos en Lucha (COPEL), organizó lo que pretendía ser la fuga de 600 reclusos. Durante varias semanas, usando platos, maderas e instrumentos de hierro, y con la ayuda de Ugal Cuenca y José Antúnez Becerra (otros reclusos), excavaron un túnel de 18 metros para llegar hasta el alcantarillado y huir.
El 2 de junio de 1978 cuarenta y cinco presos lograron escapar antes de que la Guardia Civil abortara la fuga del resto. Fue detenido unos días después en Castelldefels y quedó gravemente herido. En la cárcel barcelonesa coincidió con presos políticos como Josep Maria Huertas Claveria, Lluís Maria Xirinacs y Albert Boadella.

## Tras la fuga
En 1988 salió en libertad condicional, consiguió un trabajo de ebanista y se casó con Carmela, con quien tuvo dos hijos, Eric y Lorena. En 1992 ingresó de nuevo en prisión por una causa pendiente de 1978, lo que provocó que su mujer se suicidara en 1995. En 1996 su hija Lorena sufrió un accidente en Rubí que le provocó la muerte.
En 2004, adquirió nuevamente notoriedad pública tras escribir el libro autobiográfico La fuga de los 45, donde narraba su participación en la fuga de la Modelo.
En 2005, tras fugarse de la cárcel de Can Brians, cometió un atraco frustrado con rehenes en un supermercado Caprabo de la calle Ganduxer de Barcelona.
En 2006 publicó un tercer libro, Las fugas del malo Dieguito. Falleció el 18 de diciembre de 2011 en Hospitalet de Llobregat.

## Obras literarias
- La fuga de los 45. Maikalili Ediciones. Barcelona, 2004 - 222 p. ISBN 8496036588, ISBN 9788496036581
- La Fuga de los 45 (II): atraco a bancos. Maikalili Ediciones. Barcelona, 2005 - 189 p. ISBN 8496036871, ISBN 9788496036871
- Las fugas del malo Dieguito. Maikalili Ediciones. Barcelona, 2 de abril de 2008 - 168 p. ISBN 8496497437, ISBN 9788496497436